# Microdebilissa robustula
Microdebilissa robustula là một loài bọ cánh cứng trong họ Cerambycidae.